# Fitouri Belhiba
Fitouri Belhiba, né en 1950 à Zarzis, est un réalisateur tunisien. 

## Biographie
Alors qu'il est enseignant et acteur de théâtre, en 1984, il commence à se consacrer à la mise en scène en réalisant des documentaires, des longs métrages et des courts métrages à propos de la Tunisie. En 1990, il tourne son premier long métrage, Megaya (Cœur nomade).
À la tête d'une entreprise cinématographique nommée Filfil Films, Belhiba réalise et diffuse ses films lui-même en collaboration avec les membres de son équipe.

## Filmographie
- 1985 : Mains de femmes et femmes architectes (documentaire)
- 1986 : Cinq dans les yeux du diable (documentaire)
- 1990 : Cœur nomade (long métrage)
- 1995 : Les Pépins géants (documentaire)
- 2000 : Effet miroir (documentaire)
- 2002 : Brillant pas brûlant (documentaire)
- 2005 : Sacrées bouteilles (documentaire)